# Raḩīmlū
Raḩīmlū (persiska: رحيم لو) är en ort i Iran.   Den ligger i provinsen Ardabil, i den nordvästra delen av landet, 500 km nordväst om huvudstaden Teheran. Raḩīmlū ligger 899 meter över havet och antalet invånare är 108.
Terrängen runt Raḩīmlū är lite bergig, och sluttar norrut. Runt Raḩīmlū är det ganska tätbefolkat, med 67 invånare per kvadratkilometer. Närmaste större samhälle är Germī, 2,9 km sydost om Raḩīmlū. Trakten runt Raḩīmlū består till största delen av jordbruksmark.